# Enaretta varia
Enaretta varia là một loài bọ cánh cứng trong họ Cerambycidae.